# 菲利克斯·曾姆丹格斯
菲利克斯·曾姆丹格斯（英語：Feliks Zemdegs，/ˈfɛlɪks ˈzɛmdɛɡz/；1995年12月20日—）是澳大利亚知名魔方玩家，曾是三階魔方單次世界紀錄保持者（已於2018年11月由杜宇生所打破），两届世界魔方冠军，多次打破多種魔方世界紀錄，在華人圈有「菲神」之稱。由于菲利克斯·曾姆丹格斯在魔方界的统治力和影响力，被公认为历史上最具天赋和出色的魔方选手，擅长三阶，四阶，五阶，六阶以及七阶魔方（二階以外的正階項目）。

## 经历
菲利克斯·曾姆丹格斯于1995年12月20日出生在澳大利亚墨尔本，其拥有拉脱维亚血统，外祖母是立陶宛人。13岁那年他购进了第一个魔方，从此开始了魔方速解生涯。2008年6月13日他公布了第一个非官方平均成绩19.73秒。2009年他第一次参加正式比赛（新西兰冠军赛），便以三阶魔方平均13.74秒的成绩取得冠军。從2010年至今，共刷新121個世界紀錄。2018年5月5日，菲利克斯以4.22秒的成績，刷新三階魔方世界紀錄（現時紀錄為Max Park的3.13），最近是於 Auckland summer 2020刷新自己的紀錄達到單次4.16秒。並Odd day in Sydney 2019打破三階平均世界紀錄5.53秒。(現時紀錄為王艺衡的4.69秒）

## 个人官方记录
菲利克斯·曾姆丹格斯極擅長於正階魔方（二階至七階的魔方），以及三階單手，在這七項項目幾乎每項都多次打破過單次或平均時間的世界記錄。(所有記錄截至2024年3月3日)
| 记录項目     | 单次(Single)      | 世界排名 | 比賽                             | 日期             | 平均(Average) | 世界排名 | 比賽                                | 日期           |
| ------------ | ----------------- | -------- | -------------------------------- | ---------------- | ------------- | -------- | ----------------------------------- | -------------- |
| 三階魔方     | 4.16秒            | 17       | Auckland Summer Open 2020        | 2020-02-29~03-01 | 5.53秒        | 6        | Odd Day in Sydney 2019              | 2019年11月10日 |
| 二階魔方     | 0.71秒            | 114      | Rijswijk Open 2018               | 2018年12月15日   | 1.45秒        | 70       | Melbourne Cube Days 2023            | 2023年11月11日 |
| 四階魔方     | 17.98秒           | 4        | Altona Algorithms Attempt 2 2021 | 2021年4月17日    | 21.57秒       | 4        | Altona Algorithms Attempt 2 2021    | 2021年4月17日  |
| 五階魔方     | 37.93秒           | 7        | Canberra Autumn 2018             | 2018年4月21日    | 41.81秒       | 7        | Rubik's WCA World Championship 2023 | 2024年8月12日  |
| 六階魔方     | 1分15.69秒        | 15       | Melbourne Summer 2024            | 2024年1月19日    | 1分21.90秒    | 12       | Weston-super-Mare Open 2018         | 2018年10月6日  |
| 七階魔方     | 1分53.59秒        | 12       | Australian Nationals 2023        | 2023年9月28日    | 2分0.63秒     | 12       | Australian Nationals 2018           | 2018年10月7日  |
| 三階盲擰     | 34.37秒           | 402      | Odd Day in Sydney 2019           | 2019年11月10日   | 47.13秒       | 338      | Ugine Jeu et Jouet 2018             | 2018年12月2日  |
| 三階最少步   | 24步              | 274      | Koalafication Sydney 2019        | 2019年3月16日    | 27.33步       | 176      | Canberra Autumn 2015                | 2015年5月10日  |
| 三階单手     | 6.88秒            | 6        | Canberra Autumn 2015             | 2015年7月14日    | 9.60秒        | 20       | Melbourne Cube Days 2023            | 2023年11月11日 |
| Clock        | 8.81秒            | 2717     | Australian Nationals 2011        | 2011年8月28日    | 11.80秒       | 3480     | Australian Nationals 2011           | 2011年8月28日  |
| Megaminx     | 33.11秒           | 63       | CubingUSA Nationals 2018         | 2018年7月28日    | 36.65秒       | 53       | Weston-super-Mare Open 2018         | 2018年11月25日 |
| Pyraminx     | 2.27秒            | 1140     | Perth Autumn 2018                | 2018年4月7日     | 4.20秒        | 1633     | Niddrie 2014                        | 2014年12月14日 |
| Skewb        | 2.20秒            | 713      | Melbourne Summer 2021            | 2021年1月23日    | 5.08秒        | 2042     | Sydney Re-Open Saturday 2021        | 2021年3月27日  |
| Square-1     | 8.99秒            | 683      | Adelaide Summer 2018             | 2018年1月14日    | 12.58秒       | 707      | CubingUSA Nationals 2018            | 2018年7月27日  |
| 四階盲擰     | 3分37.80秒        | 151      | Melbourne Summer 2011            | 2011年1月30日    | -             | -        | -                                   | -              |
| 五階盲擰     | 11分56.00秒       | 200      | Adelaide Summer 2018             | 2018年1月13日    | -             | -        | -                                   | -              |
| 三階多个盲擰 | 11/11个 47分:01秒 | 389      | Adelaide Summer 2018             | 2018年1月13日    | -             | -        | -                                   | -              |

其他記錄:
- 先後打破過121次世界記錄[7]。
- 於2015年5月10日，在官方比賽裡創下三階魔方（单手）單次時間的世界紀錄(6.88秒)，成為世界第一個達成在官方比賽裡完成三階單手單次時間8秒與7秒以下的選手。
- 於2010年1月30日，在官方比賽裡創下三階魔方平均時間的世界紀錄(9.21秒)，成為世界第一個達成在官方比賽裡完成三階魔方平均時間10秒以下的選手。
- 於2010年7月10日，在官方比賽裡創下三階魔方平均時間的世界紀錄(8.52秒)，成為世界第一個達成在官方比賽裡完成三階魔方平均時間9秒以下的選手。
- 於2010年11月13日，在官方比賽裡創下三階魔方平均時間的世界紀錄(7.91秒)，成為世界第一個達成在官方比賽裡完成三階魔方平均時間8秒以下的選手。
- 於2013年11月16日，在官方比賽裡創下三階魔方平均時間的世界紀錄(6.54秒)，成為世界第一個達成在官方比賽裡完成三階魔方平均時間7秒以下的選手。
- 於2017年6月28日，在官方比賽裡創下三階魔方平均時間的世界紀錄(5.97秒)，成為世界第一個達成在官方比賽裡完成三階魔方平均時間6秒以下的選手。
- 於2017年7月14日，在官方比賽裡創下五階魔方單次時間的世界紀錄(38.52秒)，成為世界第一個達成在官方比賽裡完成五階魔方單次時間40秒以下的選手。[8]